# Med Reventberg
Inga Margaretha Ida Reventberg Vicktorsson, känd som Med Reventberg, född 7 juni 1948 i Västra församlingen i Nyköping, död 23 juni 2021 i Matteus distrikt i Stockholm, var en svensk skådespelare och teaterledare.

## Biografi
Reventberg var dotter till förvaltaren Christian Reventberg (1918–1964) och tandläkaren Birgit Reventberg, född Larsson (1917–1993), samt sondotter till Carl Johan Reventberg. Hon växte upp i Trelleborg och började redan som barn att intressera sig för teater. Senare studerade hon vid Drama-Teater-Film vid Lunds universitet och var under denna tid också verksam i Lunds studentteater. Hon umgicks med ideologiskt likasinnade vänstermänniskor som Henric Holmberg, Anki Rahlskog och Per Lysander.
Tillsammans med några andra studiekamrater bildade Reventberg en grupp inom Lunds studentteater som senare kom att bli Nationalteatern. Övriga medlemmar var bland andra Håkan Wennberg, Ulf Dageby, Peter Wahlqvist, Anki Rahlskog, Inga Edwards, Hans Mosesson, Pale Olofsson, Anders Melander och Lars Jakobsson. 1971 flyttade gruppen till Göteborg för att spela på ungdomsgårdar. Flera teaterföreställningar och även skivinspelningar följde.
I slutet på 1980-talet blev hon rikskänd då hon gestaltade Ortrud Bengtsson i tantparet Alfhild och Ortrud i TV-serierna och filmen om Kurt Olsson. Dessa karaktärer fick en spinoff-serie som sändes på SVT i två säsonger, 1990 och 1992.
Hon var engagerad vid Klara Soppteater, Backa teater, Folkteatern i Göteborg, Riksteatern och Borås Stadsteater. Hon var chef för Västerbottensteatern i Skellefteå från 2005 till 2013, då hon gick i pension.
Hon avled 2021, 73 år gammal. Med Reventberg är gravsatt i minneslunden på Skogskyrkogården i Stockholm.

### Familj
Med Reventberg var från 1976 gift med Hans Wiktorsson (född 1950) som hon träffade i Nationalteatern. Sitt civila förnamn Margaretha hade hon kvar till sin död.

## Filmografi
- 1978 – Tältet
- 1982 – Målaren
- 1983 – Jacob Smitaren
- 1984 – Ronja Rövardotter
- 1988 – Fådda blommor (TV-serie)
- 1990 – Bulan
- 1990 – Kurt Olsson - filmen om mitt liv som mig själv
- 1990 – Alfhild och Ortrud (TV-serie)
- 1999 – Porträttet
- 1999 – Happy End
- 2001 – Återkomsten (TV-serie)
- 2002 – Cleo (TV-serie)
- 2002 – Bella bland kryddor och kriminella (TV-serie)
- 2005 – Jag tänker på mig själv – och vänstern

## Teater

### Regi (ej komplett)
| År   | Produktion | Upphovsmän  | Teater          |
| ---- | ---------- | ----------- | --------------- |
| 1987 | Peter Pan  | J.M. Barrie | Nationalteatern |